# Stephen Bosustow
Stephen Reginald Bosustow (Victoria, 6 de novembro de 1911 - Malibu, 4 de julho de 1981) foi um produtor de cinema americano nascido no Canadá desde 1943 até sua aposentadoria em 1979. Ele foi um dos fundadores da United Productions of America (UPA) e produziu cerca de 600 curtas-metragens e live-action. Ele é lembrado principalmente por produzir a série de desenhos animados de Magoo e Gerald McBoing-Boing na década de 1950, três dos quais ganharam o Oscar. Ele é o único produtor de filmes da história que recebeu todas as indicações ao Oscar em uma categoria (1957), garantindo-lhe o Oscar vencedor. Magoo's Puddle Jumper foi o vencedor . 

## Biografia
Bosustow começou sua carreira de animação no início dos anos 30, trabalhando para os estúdios Ub Iwerks e Walter Lantz, antes de ingressar na Walt Disney Productions em 1934 como animador e escritor. Ele deixou a Disney durante a greve dos animadores da Disney em 1941 e se juntou à Hughes Aircraft como ilustrador. Ele co-fundou o Industrial Film and Poster Service em 1943, que evoluiu para a UPA.
Em 1963, a Bosustow Entertainment foi fundada e seu filho, Nick, produziu o vencedor do Emmy de 1983 pela CBS-TV, Wrong Way Kid, estrelado por Dick Van Dyke. Também em 1963, Bosustow formou uma subsidiária para comerciais animados em Hong Kong com seu filho Tee Bosustow. Em 1968, ele fez uma parceria com Nick para formar a Stephen Bosustow Productions, que produziu filmes para cinema, incluindo o vencedor do Oscar Is It Always Right to Be Right? (1971), um filme de animação indicado ao Oscar Legend of John Henry (1974), além de Sesame Street e CBS-TV depois de especiais da escola. 
Stephen Bosustow morreu de pneumonia em 4 de julho de 1981 aos 69 anos. Quatro anos depois, seu filho Nick fechou o estúdio. 

## Vida pessoal
O nome Bosustow é córnico, que significa "habitação de Ustoc" na língua da Cornualha.